# Nowa Wieś (Wągrowiec)
Pour les articles homonymes, voir Nowa Wieś.
Nowa Wieś (prononciation : [ˈnɔva ˈvjɛɕ]) est un hameau polonais du village de Rąbczyn de la gmina de Wągrowiec dans le powiat de Wągrowiec de la voïvodie de Grande-Pologne dans le centre-ouest de la Pologne.
Il se situe à environ 7 km à l'est de Wągrowiec (siège de la gmina et du powiat), et à 50 km au nord-est de Poznań (capitale de la Grande-Pologne).
Le hameau possédait une population de 92 habitants en 2013.

## Histoire
De 1975 à 1998, le village faisait partie du territoire de la voïvodie de Piła.

Depuis 1999, Nowa Wieś est situé dans la voïvodie de Grande-Pologne.